# Прессекретар
Прессекретар, або фахівець із зв'язків із засобами масової інформації — старший радник, який надає консультації з питань зв'язків із засобами масової інформації і за допомогою методів управління новинами допомагає своєму керівнику зберегти позитивний імідж у суспільстві та уникнути негативного висвітлення в ЗМІ.
Прессекретар — це посадовець, який у штаті політичного лідера, партії, громадської чи державної організації, займається зв'язками із засобами масової інформації (готує статті, огляди преси, пресрелізи, здійснює повідомлення та заяви, проводить пресконференції тощо).

## Основні обов'язки
До обов'язків прессекретаря в будь-якій організації, зазвичай, відносяться:
1. Організовувати та проводити пресконференції, брифінги, «круглі столи» та зустрічі за участю керівництва, а також здійснювати інформаційний супровід офіційних делегацій організації.
2. Надавати організаційну та методичну допомогу засобам масової інформації у створенні матеріалів про діяльність організації, його керівника та структурних підрозділів.
3. Створювати та брати участь у випуску інформаційних матеріалів (статей, спеціалізованих програм і видань).
4. Готувати інтерв'ю, прямі ефіри, виступи керівника в засобах масової інформації.
5. Підтримувати позитивний імідж керівника та організації і формувати відповідну громадську думку.
6. Здійснювати оперативний збір та аналіз матеріалів преси, засобів масової інформації та інформаційних агентств про діяльність організації.
7. Своєчасно готувати пресрелізи та інші інформаційні матеріали про події та заходи, що стосуються сфери діяльності організації та його структурних підрозділів.
8. Здійснювати збір та класифікацію питань, адресованих організації, та підготовку відповідей для розміщення на сайті організації.